# کارن (شاهزاده)
کارن (پهلوی: 𐭊𐭓𐭍𐭉، Kārēn) یک شاهزاده اشکانی و فرزند فرهاد چهارم بود. نسل خاندان کارن یکی از هفت خاندان ممتاز ایرانی، به او می‌رسید. 
مورخ قرن پنجم، موسی خورنی، ذکر کرده که کارن یکی از سه پسر شاهنشاه اشکانی، فرهاد چهارم بود. این گفته خورنی توسط برخی از تاریخ‌نگاران معاصر به چالش کشیده شده است، گرچه با توجه به حضور طولانی مدت اشکانیان در ارمنستان، این تاریخ‌نگار برجسته ارمنی با خاندان‌های اشرافی پهلوی آشنایی داشته و گفته او احتمالاً درست است.